# 9325 Stonehenge
9325 Stonehenge este un asteroid din centura principală, descoperit pe 3 aprilie 1989, de Eric Elst.